# Abell 209
Abell 209 è un ammasso di galassie situato in direzione della costellazione della Balena alla distanza di oltre 2,5 miliardi di anni luce dalla Terra.
Inserito nell'omonimo catalogo redatto da George Abell nel 1958, ha una classe di ricchezza 3 (in classe 3 sono gli ammassi costituiti da 130-199 galassie) ed è del tipo II-III secondo la Classificazione di Bautz-Morgan.
È stato uno dei 25 ammassi di galassie studiati con il Telescopio spaziale Hubble nel corso di una campagna di osservazioni denominata Cluster Lensing And Supernova survey with Hubble (CLASH) nel corso di un periodo di tre anni e mezzo (2010-2013). Il suo redshift è stato ricalcolato, ora stimato z = 0,209 (in precedenza 0,206).
Abell 209 si trova nelle vicinanze di Abell 222 da cui è separato dalla distanza di 19,2 Megaparsec (circa 62,6 milioni di anni luce).